# باتريك ماليتشي
باتريك ماليتشي (بالبولندية: Patryk Małecki)‏ هو لاعب كرة قدم بولندي في مركزي الوسط، ولد في 1 أغسطس 1988 في سووالكي في بولندا. شارك مع منتخب بولندا تحت 15 سنة لكرة القدم ومنتخب بولندا تحت 16 سنة لكرة القدم ومنتخب بولندا تحت 18 سنة لكرة القدم ومنتخب بولندا تحت 19 سنة لكرة القدم ومنتخب بولندا تحت 20 سنة لكرة القدم ومنتخب بولندا تحت 21 سنة لكرة القدم ومنتخب بولندا لكرة القدم. أما مع النوادي، فقد لعب مع إسكيشهرسبور وبوغون شتشين وزاغليبي سوسنويتش وفيسوا كراكوف.

## وصلات خارجية
- باتريك ماليتشي على موقع الاتحاد الدولي (مؤرشف)  (الإنجليزية)
- باتريك ماليتشي على موقع اتحاد تركيا (لاعب) (الإنجليزية)
- باتريك ماليتشي على موقع قاعدة بيانات كرة القدم.إي يو (الإنجليزية)
- باتريك ماليتشي على موقع ناشيونال فوتبول تيمز (الإنجليزية)
- باتريك ماليتشي على موقع Soccerway.com (الإنجليزية)
- باتريك ماليتشي على موقع عالم كرة القدم.نت (الإنجليزية)